# Kaah
Kaah, egentligen Tor Erik Peter Alexandersson, född 28 maj 1973 i Angereds församling, Göteborgs och Bohus län, är en svensk musikartist. Som nioåring flyttade han med familjen från Göteborg till Norrköping där han tillbringade resten av uppväxtåren.
I slutet av januari 2012 ingick Sony Music Sweden & Petter Askergren, Patrik "Sleepy" Elofsson, Johan Lindqvist och Stefan "Storken" Johansson ett avtal kring en helt ny label, BABA Recordings, med Kaah som deras första kontrakterade artist..
Albumet Matcha din look släpptes i augusti 2013 via BABA Recordings/Sony Music.

## Diskografi
- 1998 – Kaahlender
- 2000 – Soulrebell
- 2001 – Beats, Melodier & Baby Kaah
- 2003 – Jideblasko International
- 2006 – SLS (som SLS)
- 2013 – Matcha din look
- 2017 - JUNGL (digital EP)
- 2019 – New Orleans
- 2021 - Tis ja dör (digitalt samlingsalbum av outgivet material)
- 2024 - Färger

## Singlar
- 1997 – Skiter i allt
- 1997 – Byta grejer
- 1998 – Kompissång
- 1998 – Balladen om Claudia
- 2000 – Kaahlla mig
- 2000 – Över nu
- 2000 – Dom tittar när jag dansar
- 2001 – Dom tittar när jag dansar (Soblue Remix)
- 2001 – Måste ha det/Måste ta det
- 2002 – Du kan få mej
- 2003 – Innan du går
- 2013 – Vill bara leka mer
- 2013 – Bästa som jag sett
- 2016 – JUNGL
- 2018 – Visst har vi väl försökt nu?
- 2018 – Gud har med sig så många namn
- 2018 – Ta min hand
- 2018 – Flyger upp